# Dichotomy
Dichotomy è il terzo album della band christian metal/metalcore Becoming the Archetype. Contiene un riarrangiamento della nota canzone "How great thou art"

## Tracce
1. Mountain of souls – 5:14
2. Dichotomy – 4:23
3. Artificial immortality – 3:56
4. Self existent – 4:16
5. St. Annes lullaby – 1:51
6. Ransom – 4:02
7. Evil unseen – 4:02
8. How great thou art – 4:27
9. Deep heaven – 4:36
10. End of the age – 6:30

## Formazione
- Jason Wisdom - Chitarrista, Bassista
- Seth Hecox - Chitarrista, Tastierista
- Brent "Duck" Duckett - Batterista
- Jon Star - Chitarrista